# Col de Mollo
Le col de Mollo (moˈʎo]) (ou Coll de Molló en catalan) est un col des Pyrénées situé sur le versant nord du massif des Albères, à la frontière entre les territoires de Collioure et Port-Vendres, dans les Pyrénées-Orientales, au croisement de la route départementale D 86 et de deux routes communales. Il s'élève à 231 m d'altitude.

## Toponymie
Le nom catalan de Molló est fréquent dans les Pyrénées-Orientales : on le rencontre à Mosset, à Serdinya, à Saint-Marsal et, bien sûr, dans le nom même de Prats-de-Mollo, qui fait référence au village voisin en Catalogne de Molló. Son origine se trouve sans doute dans le terme latin Mutulus, désignant une pierre en saillie, et par extension une borne. Celui-ci a évolué en latin populaire vers Mutulione, puis progressivement vers le catalan par Mutlione (chute du u atone), puis Mollone à l'époque romane, pour arriver enfin à Molló, par chute du n final en ayant pour effet de laisser un o acentué. Un Pogium Mulionem (en forme moderne : Puig Molló) est mentionné au Xe siècle : cette petite montagne devait sans doute délimiter le territoire de Collioure. Seul subsiste aujourd'hui le nom du col.